# Joan Bert i Vila
Joan Bert i Vila (Barcelona, 20 d'agost de 1896 - 25 de gener de 1974) fou un fotògraf català.
Ebenista de professió i afeccionat a la fotografia, col·laborà primer i posteriorment es dedicà al fotoperiodisme esportiu, especialment el futbol. Publicà imatges a Mundo Deportivo, Marca, Destino, Estadio, Blanco y Negro i La Rambla. També feu fotografies de cinema i teatre que publicà a Triunfo, Cine Mundo i Revista. Durant la guerra civil no abandonà el fotoperiodisme, al qual es dedicà esporàdicament i també feu fotografia de galeria i encàrrecs. Vers 1920 s'associà amb Ramon Claret.
El seu fons personal es conserva a l'Arxiu Nacional de Catalunya. El fons va ingressar a l'ANC amb virtut del contracte de compravenda signat entre el llavors Conseller de Cultura, senyor Joan Guitart i Agell i la senyora Carme Sala Chavarria, propietària i hereva com a vídua de Joan Bert i Padreny, el 28 de desembre de 1995. La documentació va ingressar el 15 de gener de 1996. El seu fill Joan Bert i Padreny també seria fotoperiodista.